# Bryan Alaphilippe
Bryan Alaphilippe   (Saint-Amand-Montrond, 17 d'agost de 1995) és un ciclista francès, que fou professional del 2015 al 2020.
El seu germà gran Julian també es dedica al ciclisme.

## Palmarès
- 2015
  - 1r a la Bordeus-Saintes
  - 1r al Circuit dels 4 cantons
  - 1r a La Gainsbarre
- 2017
  - Vencedor d'una etapa a la Volta a Portugal
  - Vencedor d'una etapa al Circuit des plages vendéennes
- 2019
  - Vencedor d'una etapa a la Ronda de l'Oise